# Портедж Тауншип (округ Кембрія, Пенсільванія)
Портедж Тауншип (англ. Portage Township) — селище (англ. township) в США, в окрузі Кембрія штату Пенсільванія. Населення — 3432 особи (2020).

## Демографія
Згідно з переписом 2010 року, у селищі мешкало 3640 осіб у 1455 домогосподарствах у складі 1038 родин. Було 1553 помешкання
Расовий склад населення:
| - 98,8 % — білих - 0,4 % — чорних або афроамериканців - 0,2 % — азіатів - 0,1 % — корінних американців |

До двох чи більше рас належало 0,5 %. Частка іспаномовних становила 0,4 % від усіх жителів.
За віковим діапазоном населення розподілялося таким чином: 19,0 % — особи молодші 18 років, 61,5 % — особи у віці 18—64 років, 19,5 % — особи у віці 65 років та старші. Медіана віку мешканця становила 46,3 року. На 100 осіб жіночої статі у селищі припадало 102,1 чоловіків;  на 100 жінок у віці від 18 років та старших — 97,1 чоловіків також старших 18 років.
Середній дохід на одне домашнє господарство  становив 58 254 долари США (медіана — 51 667), а середній дохід на одну сім'ю — 67 911 долар (медіана — 59 886). За межею бідності перебувало 15,0 % осіб, у тому числі 19,6 % дітей у віці до 18 років та 8,9 % осіб у віці 65 років та старших.
Цивільне працевлаштоване населення становило 1353 особи. Основні галузі зайнятості: освіта, охорона здоров'я та соціальна допомога — 28,1 %, виробництво — 13,5 %, транспорт — 10,2 %, публічна адміністрація — 10,0 %.